# 泛美运动会网球比赛
泛美运动会网球比赛是泛美运动会的一个比赛项目。自1951年首届泛美运动会起网球就是其比赛项目之一（1971年除外）。目前泛美运动会网球比赛有5个小项，分别是男女单打和男女双打和混合双打。
混合双打曾于1995年后被取消，但2011年后重新恢复。1991年和1995年还加入了团体赛。

## 奖牌榜
更新到2023年泛美运动会。
| 排名 | 国家       |    |    |     | 总计 |
| ---- | ---------- | -- | -- | --- | ---- |
| 1    | 美国       | 27 | 14 | 22  | 63   |
| 2    | 巴西       | 18 | 8  | 16  | 42   |
| 3    | 阿根廷     | 17 | 14 | 15  | 46   |
| 4    | 墨西哥     | 14 | 20 | 17  | 51   |
| 5    | 委内瑞拉   | 5  | 2  | 6   | 13   |
| 6    | 哥伦比亚   | 4  | 5  | 1   | 10   |
| 7    | 智利       | 3  | 13 | 7   | 23   |
| 8    | 波多黎各   | 1  | 6  | 7   | 14   |
| 9    | 加拿大     | 1  | 3  | 2   | 6    |
| 10   | 厄瓜多尔   | 1  | 2  | 4   | 7    |
| 11   |            | 0  | 1  | 3   | 3    |
| 12   | 巴拉圭     | 0  | 1  | 2   | 3    |
| 13   | 乌拉圭     | 0  | 1  | 1   | 2    |
| 14   | 玻利维亚   | 0  | 1  | 0   | 1    |
| 15   | 古巴       | 0  | 0  | 8   | 8    |
| 16   | 秘鲁       | 0  | 0  | 3   | 3    |
| 17   | 危地马拉   | 0  | 0  | 1   | 1    |
| 17   | 哥斯达黎加 | 0  | 0  | 1   | 1    |
| 总计 | 总计       | 91 | 91 | 123 | 305  |

## 奖牌获得者

### 男子单打
| 项目                  | 金牌                                   | 银牌                                   | 铜牌                                  |
| 1951年 布宜诺斯艾利斯 | 恩里克·莫雷亚 · 阿根廷（ARG）          | 阿莱霍·拉塞尔 · 阿根廷（ARG）          | 古斯塔沃·帕拉福克斯 · 墨西哥（MEX）   |
| 1955年 墨西哥城       | 阿特·拉尔森 · 美国（USA）              | 恩里克·莫雷亚 · 阿根廷（ARG）          | 路易斯·阿亚拉 · 智利（CHI）           |
| 1959年 芝加哥         | 路易斯·阿亚拉 · 智利（CHI）            | 罗伯特·贝达尔 · 加拿大（CAN）          | 乔恩·道格拉斯 · 美国（USA）           |
| 1963年 圣保罗         | 罗纳德·巴恩斯 · 巴西（BRA）            | 马里奥·利亚马斯 · 墨西哥（MEX）        | 弗朗西斯科·孔特雷拉斯 · 墨西哥（MEX） |
| 1967年 温尼伯         | 托马斯·科赫 · 巴西（BRA）              | 赫伯·菲茨吉本 · 美国（USA）            | 亚瑟·阿什 · 美国（USA）               |
| 1975年 墨西哥城       | 布奇·沃尔兹 · 美国（USA）              | 阿道弗·冈萨雷斯 · 墨西哥（MEX）        | 弗雷迪·德赫苏斯 · 波多黎各（PUR）     |
| 1979年 圣胡安         | 梅尔·珀塞尔 · 美国（USA）              | 里卡多·阿库尼亚 · 智利（CHI）          | 安德烈斯·戈梅斯 · 厄瓜多尔（ECU）     |
| 1983年 加拉加斯       | 格雷格·霍姆斯 · 美国（USA）            | 费尔南多·佩雷斯 · 墨西哥（MEX）        | 克里斯蒂安·米努西 · 阿根廷（ARG）     |
| 1987年 印第安纳波利斯 | 费尔南多·罗塞 · 巴西（BRA）            | 阿尔·帕克 · 美国（USA）                | 卢克·詹森 · 美国（USA）               |
| 1991年 哈瓦那         | 路易斯·埃雷拉 · 墨西哥（MEX）          | 戴维·迪卢西亚 · 美国（USA）            | 马塞洛·萨利奥拉 · 巴西（BRA）         |
| 1995年 马德普拉塔     | 埃尔南·古米 · 阿根廷（ARG）            | 哈维尔·弗拉纳 · 阿根廷（ARG）          | 吉米·西曼斯基 · 委内瑞拉（VEN）       |
| 1999年 温尼伯         | 保羅·戈爾茨坦 · 美国（USA）            | 塞西尔·马米特 · 美国（USA）            | 大卫·纳尔班迪安 · 阿根廷（ARG）       |
| 1999年 温尼伯         | 保羅·戈爾茨坦 · 美国（USA）            | 塞西尔·马米特 · 美国（USA）            | 保罗·泰歇尔 · 巴西（BRA）             |
| 2003年 圣多明各       | 費爾南多·梅利傑尼 · 巴西（BRA）        | 马塞洛·里奥斯 · 智利（CHI）            | 何塞·德阿尔马斯 · 委内瑞拉（VEN）     |
| 2003年 圣多明各       | 費爾南多·梅利傑尼 · 巴西（BRA）        | 马塞洛·里奥斯 · 智利（CHI）            | 亚历克斯·金 · 美国（USA）             |
| 2007年 里约热内卢     | 弗拉维奥·萨雷塔 · 巴西（BRA）          | 阿德里安·加西亚 · 智利（CHI）          | 爱德华多·施万克 · 阿根廷（ARG）       |
| 2011年 瓜达拉哈拉     | 罗伯特·法拉赫 · 哥伦比亚（COL）        | 罗热里奥·杜特拉·达席尔瓦 · 巴西（BRA） | 維克多·埃斯特雷亞·布爾戈斯 · （DOM）  |
| 2015年 多伦多         | 法昆多·巴尼斯 · 阿根廷（ARG）          | 尼古拉斯·巴里恩托斯 · 哥伦比亚（COL）  | 丹尼斯·诺维科夫 · 美国（USA）         |
| 2019年 利马           | 若昂·梅内塞斯 · 巴西（BRA）            | 托马斯·巴里奥斯·贝拉 · 智利（CHI）     | 吉多·安德雷奧茲 · 阿根廷（ARG）       |
| 2023年 圣地亚哥       | 法昆多·迪亚斯·阿科斯塔 · 阿根廷（ARG） | 托马斯·巴里奥斯·贝拉 · 智利（CHI）     | 蒂亚戈·蒙泰罗 · 巴西（BRA）           |

### 女子单打
| 项目                  | 金牌                                   | 银牌                                   | 铜牌                                   |
| 1951年 布宜诺斯艾利斯 | 玛丽·特兰·德韦斯 · 阿根廷（ARG）       | 费莉莎·彼德罗拉 · 阿根廷（ARG）        | 梅丽塔·拉米雷斯 · 墨西哥（MEX）        |
| 1955年 墨西哥城       | 罗西·雷耶斯 · 墨西哥（MEX）            | 约拉·拉米雷斯 · 墨西哥（MEX）          | 英格丽德·梅茨纳 · 巴西（BRA）          |
| 1959年 芝加哥         | 阿尔西娅·吉勃逊 · 美国（USA）          | 约拉·拉米雷斯 · 墨西哥（MEX）          | 多萝西·诺德 · 美国（USA）              |
| 1963年 圣保罗         | 玛丽亚·布埃诺 · 巴西（BRA）            | 约拉·拉米雷斯 · 墨西哥（MEX）          | 达琳·哈德 · 美国（USA）                |
| 1967年 温尼伯         | 埃琳娜·苏维拉茨 · 墨西哥（MEX）        | 帕齐·里皮 · 美国（USA）                | 简·阿尔伯特 · 美国（USA）              |
| 1975年 墨西哥城       | 莱莱·福鲁德 · 美国（USA）              | 帕特里夏·梅德拉多 · 巴西（BRA）        | 莱拉·穆萨莱姆 · 智利（CHI）            |
| 1979年 圣胡安         | 苏珊·哈吉 · 美国（USA）                | 特雷·刘易斯 · 美国（USA）              | 马卢卡·利亚马斯 · 墨西哥（MEX）        |
| 1983年 加拉加斯       | 格雷琴·拉什 · 美国（USA）              | 吉吉·费尔南德斯 · 波多黎各（PUR）      | 埃利亚内·斯特登 · 墨西哥（MEX）        |
| 1987年 印第安纳波利斯 | 吉赛尔·米罗 · 巴西（BRA）              | 阿德里安娜·伊萨萨 · 哥伦比亚（COL）    | 玛丽亚·门德斯 · 阿根廷（ARG）          |
| 1987年 印第安纳波利斯 | 吉赛尔·米罗 · 巴西（BRA）              | 阿德里安娜·伊萨萨 · 哥伦比亚（COL）    | 帕特里夏·米勒 · 乌拉圭（URU）          |
| 1991年 哈瓦那         | 帕姆·施赖弗 · 美国（USA）              | 乔埃尔·沙德 · （DOM）                  | 安德烈娅·维埃拉 · 巴西（BRA）          |
| 1995年 马德普拉塔     | 弗洛伦西亚·拉瓦特 · 阿根廷（ARG）      | 安·格罗斯曼 · 美国（USA）              | 婵达·鲁宾 · 美国（USA）                |
| 1999年 温尼伯         | 瑪麗亞·文托-卡布奇 · 委内瑞拉（VEN）   | 塔拉·斯奈德 · 美国（USA）              | 玛丽安娜·迪亚斯·奥利瓦 · 阿根廷（ARG） |
| 1999年 温尼伯         | 瑪麗亞·文托-卡布奇 · 委内瑞拉（VEN）   | 塔拉·斯奈德 · 美国（USA）              | 亞歷山卓·史蒂文森 · 美国（USA）        |
| 2003年 圣多明各       | 米拉格罗斯·塞克拉 · 委内瑞拉（VEN）    | 莎拉·泰勒 · 美国（USA）                | 克里斯蒂娜·布兰迪 · 波多黎各（PUR）    |
| 2003年 圣多明各       | 米拉格罗斯·塞克拉 · 委内瑞拉（VEN）    | 莎拉·泰勒 · 美国（USA）                | 安斯利·卡吉尔 · 美国（USA）            |
| 2007年 里约热内卢     | 米拉格罗斯·塞克拉 · 委内瑞拉（VEN）    | 瑪麗娜·杜克·馬里尼奧 · 哥伦比亚（COL） | 贝蒂娜·霍萨米 · 阿根廷（ARG）          |
| 2011年 瓜达拉哈拉     | 伊琳娜·法尔科尼 · 美国（USA）          | 莫妮卡·普伊格 · 波多黎各（PUR）        | 克里斯蒂娜·麦克海尔 · 美国（USA）      |
| 2015年 多伦多         | 玛丽娜·杜克·马里尼奥 · 哥伦比亚（COL） | 维多利亚·罗德里格斯 · 墨西哥（MEX）    | 莫妮卡·普伊格 · 波多黎各（PUR）        |
| 2019年 利马           | 娜迪亚·波多偌斯卡 · 阿根廷（ARG）      | 卡罗琳·多勒海德 · 美国（USA）          | 贝罗尼卡·塞佩德·罗伊格 · 巴拉圭（PAR） |
| 2023年 圣地亚哥       | 劳拉·皮戈西 · 巴西（BRA）              | 玛丽亚·洛德斯·卡莱 · 阿根廷（ARG）     | 胡利娅·列拉 · 阿根廷（ARG）            |

### 男子双打
| 项目                  | 金牌                                                         | 银牌                                                        | 铜牌                                                        |
| 1951年 布宜诺斯艾利斯 | 恩里克·莫雷亚 · 和 阿莱霍·拉塞尔 · 阿根廷（ARG）             | 卡洛斯·桑胡埃萨 · 和 路易斯·阿亚拉 · 智利（CHI）            | 古斯塔沃·帕拉福克斯 · 和 安塞尔莫·普恩特 · 墨西哥（MEX）    |
| 1955年 墨西哥城       | 马里奥·利亚马斯 · 和 古斯塔沃·帕拉福克斯 · 墨西哥（MEX）     | 恩里克·莫雷亚 · 和 阿莱霍·拉塞尔 · 阿根廷（ARG）            | 爱德华·莫伊伦 · 和 阿特·拉尔森 · 美国（USA）                |
| 1959年 芝加哥         | 安东尼奥·帕拉福克斯 · 和 古斯塔沃·帕拉福克斯 · 墨西哥（MEX） | 马里奥·利亚马斯 · 和 弗朗西斯科·孔特雷拉斯 · 墨西哥（MEX）  | 格兰特·戈尔登 · 和 迈克·弗兰克斯 · 美国（USA）              |
| 1963年 圣保罗         | 罗纳德·巴恩斯 · 和 卡洛斯·费尔南德斯 · 巴西（BRA）           | 胡安·阿雷东多 · 和 维森特·萨拉苏亚 · 墨西哥（MEX）          | 亚尔特·亚当 · 和 托马斯·科赫 · 巴西（BRA）                  |
| 1967年 温尼伯         | 托马斯·科赫 · 和 何塞·爱迪生·曼达里诺 · 巴西（BRA）          | 马塞洛·拉腊 · 和 华金·洛约-马约 · 墨西哥（MEX）             | 潘乔·古斯曼 · 和 米格尔·奥尔韦拉 · 厄瓜多尔（ECU）          |
| 1975年 墨西哥城       | 布奇·沃尔兹 · 和 布鲁斯·曼森 · 美国（USA）                   | 阿道弗·冈萨雷斯 · 和 劳尔·孔特雷拉斯 · 墨西哥（MEX）        | 若昂·苏亚雷斯 · 和 何塞·施密特 · 巴西（BRA）                |
| 1979年 圣胡安         | 安迪·科尔伯格 · 和 梅尔·珀塞尔 · 美国（USA）                 | 埃克托尔·佩雷斯 · 和 里卡多·阿库尼亚 · 智利（CHI）          | 瑞奇·迪亚斯 · 厄尼·费尔南德斯 · 波多黎各（PUR）             |
| 1983年 加拉加斯       | 埃里克·科里塔 · 和 乔恩·莱文 · 美国（USA）                   | 费尔南多·佩雷斯 · 和 豪尔赫·洛萨诺 · 墨西哥（MEX）          | 伊尼亚基·卡尔沃 · 和 卡洛斯·克拉维里 · 委内瑞拉（VEN）      |
| 1987年 印第安纳波利斯 | 卢克·詹森 · 和 帕特里克·麦肯罗 · 美国（USA）                 | 阿古斯丁·莫雷诺 · 和 费尔南多·佩雷斯 · 墨西哥（MEX）        | 弗雷德·托梅 · 和 肯尼思·托梅 · 哥斯达黎加（CRC）            |
| 1987年 印第安纳波利斯 | 卢克·詹森 · 和 帕特里克·麦肯罗 · 美国（USA）                 | 阿古斯丁·莫雷诺 · 和 费尔南多·佩雷斯 · 墨西哥（MEX）        | 丹尼尔·查韦斯 · 和 法比奥·西卡尔 · 危地马拉（GUA）          |
| 1991年 哈瓦那         | 米格尔·尼多 · 和 乔伊·里夫 · 波多黎各（PUR）                 | 奥利弗·费尔南德斯 · 和 赫拉尔多·马丁内斯 · 墨西哥（MEX）    | 胡安·皮诺 · 和 马里奥·塔瓦雷斯 · 古巴（CUB）                |
| 1991年 哈瓦那         | 米格尔·尼多 · 和 乔伊·里夫 · 波多黎各（PUR）                 | 奥利弗·费尔南德斯 · 和 赫拉尔多·马丁内斯 · 墨西哥（MEX）    | 帕特里克·鲍梅勒 · 和 阿梅里科·韦内罗 · 秘鲁（PER）          |
| 1995年 马德普拉塔     | 哈维尔·弗拉纳 · 和 路易斯·洛沃 · 阿根廷（ARG）               | 胡安·卡洛斯·比安奇 · 和 尼古拉斯·佩雷拉 · 委内瑞拉（VEN）   | 塞尔希奥·科尔特斯 · 和 加夫列尔·西尔伯斯坦 · 智利（CHI）    |
| 1995年 马德普拉塔     | 哈维尔·弗拉纳 · 和 路易斯·洛沃 · 阿根廷（ARG）               | 胡安·卡洛斯·比安奇 · 和 尼古拉斯·佩雷拉 · 委内瑞拉（VEN）   | 里卡多·埃雷拉 · 和 马里奥·帕切科 · 墨西哥（MEX）            |
| 1999年 温尼伯         | 安德烈·萨 · 和 保罗·泰歇尔 · 巴西（BRA）                     | 马可·奥索里奥 · 和 奥斯卡·奥尔蒂斯 · 墨西哥（MEX）          | 鲍勃·布赖恩 · 和 迈克·布赖恩 · 美国（USA）                  |
| 1999年 温尼伯         | 安德烈·萨 · 和 保罗·泰歇尔 · 巴西（BRA）                     | 马可·奥索里奥 · 和 奥斯卡·奥尔蒂斯 · 墨西哥（MEX）          | 莫里斯·鲁阿 · 和 约翰尼·罗梅罗 · 委内瑞拉（VEN）            |
| 2003年 圣多明各       | 圣地亚哥·冈萨雷斯 · 和 亚历杭德罗·埃尔南德斯 · 墨西哥（MEX） | 阿德里安·加西亚 · 和 马塞洛·里奥斯 · 智利（CHI）            | 克里斯蒂安·比利亚格兰 · 和 卡洛斯·贝洛克 · 阿根廷（ARG）    |
| 2003年 圣多明各       | 圣地亚哥·冈萨雷斯 · 和 亚历杭德罗·埃尔南德斯 · 墨西哥（MEX） | 阿德里安·加西亚 · 和 马塞洛·里奥斯 · 智利（CHI）            | 小亚历克斯·博戈莫洛夫 · 和 杰夫·莫里森 · 美国（USA）        |
| 2007年 里约热内卢     | 奥拉西奥·塞瓦略斯 · 和 爱德华多·施万克 · 阿根廷（ARG）       | 阿德里安·加西亚 · 和 豪尔赫·阿吉拉尔 · 智利（CHI）          | 圣地亚哥·冈萨雷斯 · 和 维克多·罗梅罗 · 墨西哥（MEX）        |
| 2011年 瓜达拉哈拉     | 胡安·塞瓦斯蒂安·卡瓦尔 · 和 罗伯特·法拉赫 · 哥伦比亚（COL）  | 胡利奥·塞萨尔·坎波萨诺 · 和 罗伯托·基罗斯 · 厄瓜多尔（ECU） | 尼古拉斯·门罗 · 和 格雷格·韦莱特 · 美国（USA）              |
| 2015年 多伦多         | 尼古拉斯·雅里 · 和 汉斯·波德利普尼克-卡斯蒂略 · 智利（CHI）  | 吉多·安德雷奧茲 · 和 法昆多·巴尼斯 · 阿根廷（ARG）          | 贡萨洛·埃斯科瓦尔 · 和 埃米利奥·戈麦斯 · 厄瓜多尔（ECU）    |
| 2019年 利马           | 贡萨洛·埃斯科瓦尔 · 和 罗伯托·基罗斯 · 厄瓜多尔（ECU）       | 吉多·安德雷奧茲 · 和 法昆多·巴尼斯 · 阿根廷（ARG）          | 塞尔希奥·加尔多斯 · 和 胡安·巴勃罗·巴里利亚斯 · 秘鲁（PER） |
| 2023年 圣地亚哥       | 古斯塔沃·海德 · 和 马塞洛·德莫里内 · 巴西（BRA）             | 托马斯·巴里奥斯·贝拉 · 和 亚历杭德罗·塔维洛 · 智利（CHI）   | 尼克·哈尔特 · 和 罗伯托·西德·苏维尔维 · （DOM）             |

### 女子双打
| 项目                  | 金牌                                                      | 银牌                                                                      | 铜牌                                                            |
| 1951年 布宜诺斯艾利斯 | 玛丽·特兰·德韦斯 · 和 费莉莎·彼德罗拉 · 阿根廷（ARG）     | 希尔德·海因 · 和 梅丽塔·拉米雷斯 · 墨西哥（MEX）                          | 海伦娜·斯塔克 · 和 西尔维娅·维拉里 · 巴西（BRA）                |
| 1955年 墨西哥城       | 罗茜·雷耶斯 · 和 埃丝特·雷耶斯 · 墨西哥（MEX）            | 埃德娜·布丁 · 和 格拉谢拉·隆巴尔迪 · 阿根廷（ARG）                        | 英格丽德·梅茨纳 · 和 玛丽亚·布埃诺 · 巴西（BRA）                |
| 1959年 芝加哥         | 约拉·拉米雷斯 · 和 罗茜·雷耶斯 · 墨西哥（MEX）            | 阿尔西娅·吉勃逊 · 和 卡罗尔·法格罗斯 · 美国（USA）                        | 玛丽亚·埃尔南德斯 · 和 梅丽塔·拉米雷斯 · 墨西哥（MEX）          |
| 1963年 圣保罗         | 达琳·哈德 · 和 卡罗尔·考德威尔·格雷布纳 · 美国（USA）     | 玛丽亚·布埃诺 · 和 莫林·施瓦茨 · 巴西（BRA）                              | 约拉·拉米雷斯 · 和 埃琳娜·苏维拉茨 · 墨西哥（MEX）              |
| 1967年 温尼伯         | 简·阿尔伯特 · 和 帕齐·里皮 · 美国（USA）                  | 玛丽亚·欧亨尼娅·古斯曼 · 和 安娜·玛丽亚·伊卡萨 · 厄瓜多尔（ECU）          | 费伊·厄本 · 和 薇姬·伯纳 · 加拿大（CAN）                        |
| 1975年 墨西哥城       | 桑迪·斯塔普 · 和 斯蒂芬妮·托勒森 · 美国（USA）            | 玛丽亚·克里斯蒂娜·安德拉德 · 和 万达·费拉兹 · 巴西（BRA）                 | 伊卢米纳达·康塞普西翁 · 和 玛莎·多明格斯 · 古巴（CUB）          |
| 1979年 圣胡安         | 安·亨里克森 · 和 苏珊·哈吉 · 美国（USA）                  | 妮可·马鲁瓦 · 和 埃莱娜·佩尔蒂埃 · 加拿大（CAN）                          | 吉吉·费尔南德斯 · 和 克里西·冈萨雷斯 · 波多黎各（PUR）          |
| 1983年 加拉加斯       | 格雷琴·拉什 · 和 路易丝·艾伦 · 美国（USA）                | 吉吉·费尔南德斯 · 和 玛丽尔达·胡利亚 · 波多黎各（PUR）                    | 克劳迪娅·埃尔南德斯 · 和 亚历杭德拉·巴列霍 · 墨西哥（MEX）      |
| 1987年 印第安纳波利斯 | 索尼娅·哈恩 · 和 罗尼·赖斯 · 美国（USA）                  | 玛丽亚·门德斯 · 和 安德烈娅·铁齐 · 阿根廷（ARG）                          | 露西拉·贝塞拉 · 和 克劳迪娅·埃尔南德斯 · 墨西哥（MEX）          |
| 1987年 印第安纳波利斯 | 索尼娅·哈恩 · 和 罗尼·赖斯 · 美国（USA）                  | 玛丽亚·门德斯 · 和 安德烈娅·铁齐 · 阿根廷（ARG）                          | 玛丽尔达·胡利亚 · 和 埃米莉·维凯拉 · 波多黎各（PUR）            |
| 1991年 哈瓦那         | 帕姆·施赖弗 · 和 唐娜·费伯 · 美国（USA）                  | 安德烈娅·维埃拉 · 和 克劳迪娅·沙瓦尔戈伊蒂 · 巴西（BRA）                  | 阿兰萨苏·加利亚多 · 和 伊莎贝拉·彼得罗夫 · 墨西哥（MEX）        |
| 1991年 哈瓦那         | 帕姆·施赖弗 · 和 唐娜·费伯 · 美国（USA）                  | 安德烈娅·维埃拉 · 和 克劳迪娅·沙瓦尔戈伊蒂 · 巴西（BRA）                  | 保拉·卡韦萨斯 · 和 保利娜·塞普尔韦达 · 智利（CHI）              |
| 1995年 马德普拉塔     | 梅赛德斯·帕斯 · 和 帕特里夏·塔拉比尼 · 阿根廷（ARG）      | 安·格罗斯曼 · 和 婵达·鲁宾 · 美国（USA）                                  | 安德烈娅·维埃拉 · 和 卢西亚娜·泰拉 · 巴西（BRA）                |
| 1995年 马德普拉塔     | 梅赛德斯·帕斯 · 和 帕特里夏·塔拉比尼 · 阿根廷（ARG）      | 安·格罗斯曼 · 和 婵达·鲁宾 · 美国（USA）                                  | 露西拉·贝塞拉 · 和 索奇特尔·埃斯科韦多 · 墨西哥（MEX）          |
| 1999年 温尼伯         | 若阿娜·科尔特斯 · 和 瓦内萨·门加 · 巴西（BRA）            | 芭芭拉·卡斯特罗 · 和 保拉·卡韦萨斯 · 智利（CHI）                          | 玛丽安娜·迪亚斯·奥利瓦 · 和 克拉丽莎·费尔南德斯 · 阿根廷（ARG） |
| 1999年 温尼伯         | 若阿娜·科尔特斯 · 和 瓦内萨·门加 · 巴西（BRA）            | 芭芭拉·卡斯特罗 · 和 保拉·卡韦萨斯 · 智利（CHI）                          | 雷娜塔·科尔博维奇 · 和 阿内塔·苏库普 · 加拿大（CAN）            |
| 2003年 圣多明各       | 布鲁娜·科洛西奥 · 和 若阿娜·科尔特斯 · 巴西（BRA）        | 克里斯蒂娜·布兰迪 · 和 维尔玛丽·卡斯特尔维 · 波多黎各（PUR）              | 亚米莱·福尔斯·格拉 · 和 亚内特·努涅斯 · 古巴（CUB）             |
| 2003年 圣多明各       | 布鲁娜·科洛西奥 · 和 若阿娜·科尔特斯 · 巴西（BRA）        | 克里斯蒂娜·布兰迪 · 和 维尔玛丽·卡斯特尔维 · 波多黎各（PUR）              | 卡琳·帕尔梅 · 和 梅丽莎·托雷斯·桑多瓦尔 · 墨西哥（MEX）         |
| 2007年 里约热内卢     | 贝蒂娜·霍萨米 · 和 约格利娜·克拉维罗 · 阿根廷（ARG）      | 玛丽娜·杜克·马里尼奥 · 和 卡伦·卡斯蒂夫兰科 · 哥伦比亚（COL）             | 特莉阿娜·佩蕾拉 · 和 若阿娜·科尔特斯 · 巴西（BRA）              |
| 2011年 瓜达拉哈拉     | 玛利亚·伊里戈延 · 和 弗洛伦西亚·莫利内罗 · 阿根廷（ARG）  | 伊琳娜·法尔科尼 · 和 克里斯蒂娜·麦克海尔 · 美国（USA）                    | 卡塔利娜·卡斯塔尼奥 · 和 玛丽娜·杜克·马里尼奥 · 哥伦比亚（COL） |
| 2015年 多伦多         | 加布里埃拉·达布罗斯基 · 和 赵一羽 · 加拿大（CAN）         | 维多利亚·罗德里格斯 · 和 玛塞拉·萨卡里亚斯 · 墨西哥（MEX）                | 玛利亚·伊里戈延 · 和 保拉·奥尔梅切亚 · 阿根廷（ARG）            |
| 2019年 利马           | 乌苏埃·迈塔内·阿科纳达 · 和 卡罗琳·多勒海德 · 美国（USA） | 贝罗尼卡·塞佩德·罗伊格 · 和 蒙塞拉特·冈萨雷斯 · 巴拉圭（PAR）             | 卡罗琳娜·梅里杰尼·阿尔维斯 · 和 路易莎·斯蒂凡尼 · 巴西（BRA）   |
| 2023年 圣地亚哥       | 劳拉·皮戈西 · 和 路易莎·斯蒂凡尼 · 巴西（BRA）            | 玛丽亚·费尔南达·埃拉索 · 和 玛利亚·保利娜·佩雷斯·加西亚 · 哥伦比亚（COL） | 玛丽亚·洛德斯·卡莱 · 和 胡利娅·列拉 · 阿根廷（ARG）             |

### 混合双打
| 项目                  | 金牌                                                         | 银牌                                                               | 铜牌                                                             |
| 1951年 布宜诺斯艾利斯 | 梅丽塔·拉米雷斯 · 和 古斯塔沃·帕拉福克斯 · 墨西哥（MEX）     | 费莉莎·彼德罗拉 · 和 恩里克·莫雷亚 · 阿根廷（ARG）                 | 玛丽·特兰·德韦斯 · 和 阿莱霍·拉塞尔 · 阿根廷（ARG）              |
| 1955年 墨西哥城       | 约拉·拉米雷斯 · 和 古斯塔沃·帕拉福克斯 · 墨西哥（MEX）       | 费莉莎·彼德罗拉 · 和 恩里克·莫雷亚 · 阿根廷（ARG）                 | 玛丽·特兰·德韦斯 · 和 阿莱霍·拉塞尔 · 阿根廷（ARG）              |
| 1959年 芝加哥         | 约拉·拉米雷斯 · 和 古斯塔沃·帕拉福克斯 · 墨西哥（MEX）       | 罗茜·雷耶斯 · 和 弗朗西斯科·孔特雷拉斯 · 墨西哥（MEX）             | 阿尔西娅·吉勃逊 · 和 格兰特·戈尔登 · 美国（USA）                 |
| 1963年 圣保罗         | 约拉·拉米雷斯 · 和 弗朗西斯科·孔特雷拉斯 · 墨西哥（MEX）     | 托马斯·科赫 · 和 玛丽亚·布埃诺 · 巴西（BRA）                       | 达琳·哈德 · 和 弗兰克·弗勒林 · 美国（USA）                       |
| 1967年 温尼伯         | 简·阿尔伯特 · 和 亚瑟·阿什 · 美国（USA）                     | 埃琳娜·苏维拉茨 · 和 路易斯-奥古斯托·加西亚 · 墨西哥（MEX）        | 玛丽亚·欧亨尼娅·古斯曼 · 和 潘乔·古斯曼 · 厄瓜多尔（ECU）        |
| 1975年 墨西哥城       | 莱莱·福鲁德 · 和 汉克·普菲斯特 · 美国（USA）                 | 弗雷迪·德赫苏斯 · 和 玛丽亚·安内克西 · 波多黎各（PUR）             | 阿道弗·冈萨雷斯 · 和 亚历杭德拉·瓦列霍 · 墨西哥（MEX）           |
| 1979年 圣胡安         | 玛琳·诺列加 · 和 胡安·博韦达 · 委内瑞拉（VEN）               | 安·亨里克森 · 和 弗里茨·布宁 · 美国（USA）                         | 亚历杭德拉·瓦列霍 · 和 哈维尔·奥尔达斯 · 墨西哥（MEX）           |
| 1983年 加拉加斯       | 努里亚·阿拉西亚 · 和 伊尼亚基·卡尔沃 · 委内瑞拉（VEN）       | 亚历杭德拉·瓦列霍 · 和 豪尔赫·洛萨诺 · 墨西哥（MEX）               | 琳达·盖茨 · 和 格雷格·霍姆斯 · 美国（USA）                       |
| 1987年 印第安纳波利斯 | 露西拉·贝塞拉 · 和 希尔韦托·西塞罗 · 墨西哥（MEX）           | 安德烈娅·铁齐 · 和 巴勃罗·阿尔瓦诺 · 阿根廷（ARG）                 | 费尔南多·罗塞 · 和 吉赛尔·米罗 · 巴西（BRA）                     |
| 1987年 印第安纳波利斯 | 露西拉·贝塞拉 · 和 希尔韦托·西塞罗 · 墨西哥（MEX）           | 安德烈娅·铁齐 · 和 巴勃罗·阿尔瓦诺 · 阿根廷（ARG）                 | 贝尔基斯·罗德里格斯 · 和 胡安·皮诺 · 古巴（CUB）                 |
| 1991年 哈瓦那         | 帕姆·施赖弗 · 和 戴维·迪卢西亚 · 美国（USA）                 | 威廉·基里亚科斯 · 和 克劳迪娅·沙瓦尔戈伊蒂 · 巴西（BRA）           | 拉斐尔·莫雷诺 · 和 乔埃尔·沙德 · （DOM）                         |
| 1991年 哈瓦那         | 帕姆·施赖弗 · 和 戴维·迪卢西亚 · 美国（USA）                 | 威廉·基里亚科斯 · 和 克劳迪娅·沙瓦尔戈伊蒂 · 巴西（BRA）           | 海梅·弗龙特拉 · 和 埃米莉·维凯拉 · 波多黎各（PUR）               |
| 1995年 马德普拉塔     | 肖恩·斯塔福德 · 和 杰克·韦特 · 美国（USA）                   | 路易斯·洛沃 · 和 帕特里夏·塔拉比尼 · 阿根廷（ARG）                 | 胡安·皮诺 · 和 贝尔基斯·罗德里格斯 · 古巴（CUB）                 |
| 2011年 瓜达拉哈拉     | 安娜·保拉·德拉佩尼亚 · 和 圣地亚哥·冈萨雷斯 · 墨西哥（MEX）  | 安德烈娅·科赫·本韦努托 · 和 吉列尔莫·里韦拉·阿兰吉斯 · 智利（CHI） | 安娜·克拉拉·杜阿尔特 · 和 罗热里奥·杜特拉·达席尔瓦 · 巴西（BRA） |
| 2015年 多伦多         | 玛利亚·伊里戈延 · 和 吉多·安德雷奧茲 · 阿根廷（ARG）         | 加布里埃拉·达布罗斯基 · 和 菲利普·贝斯特 · 加拿大（CAN）           | 贝罗尼卡·塞佩德·罗伊格 · 和 迭戈·加莱亚诺 · 巴拉圭（PAR）        |
| 2019年 利马           | 亚历克莎·瓜拉奇 · 和 尼古拉斯·雅里 · 智利（CHI）             | 诺埃莉亚·塞瓦略斯 · 和 费德里科·塞瓦略斯 · 玻利维亚（BOL）         | 阿纳斯塔西娅·亚马奇金 · 和 塞尔希奥·加尔多斯 · 秘鲁（PER）       |
| 2023年 圣地亚哥       | 尤利安娜·利萨拉索 · 和 尼古拉斯·巴里恩托斯 · 哥伦比亚（COL） | 路易莎·斯蒂凡尼 · 和 马塞洛·德莫里内 · 巴西（BRA）                 | 玛蒂娜·卡普罗·塔博达 · 和 法昆多·迪亚斯·阿科斯塔 · 阿根廷（ARG） |

## 已取消项目

### 男子团体
| 项目              | 金牌   | 银牌     | 铜牌 |
| 1991年 哈瓦那     | 巴西   | 波多黎各 | 智利 |
| 1991年 哈瓦那     | 巴西   | 波多黎各 | 古巴 |
| 1995年 马德普拉塔 | 阿根廷 | 乌拉圭   | 智利 |
| 1995年 马德普拉塔 | 阿根廷 | 乌拉圭   | 美国 |

### 女子团体

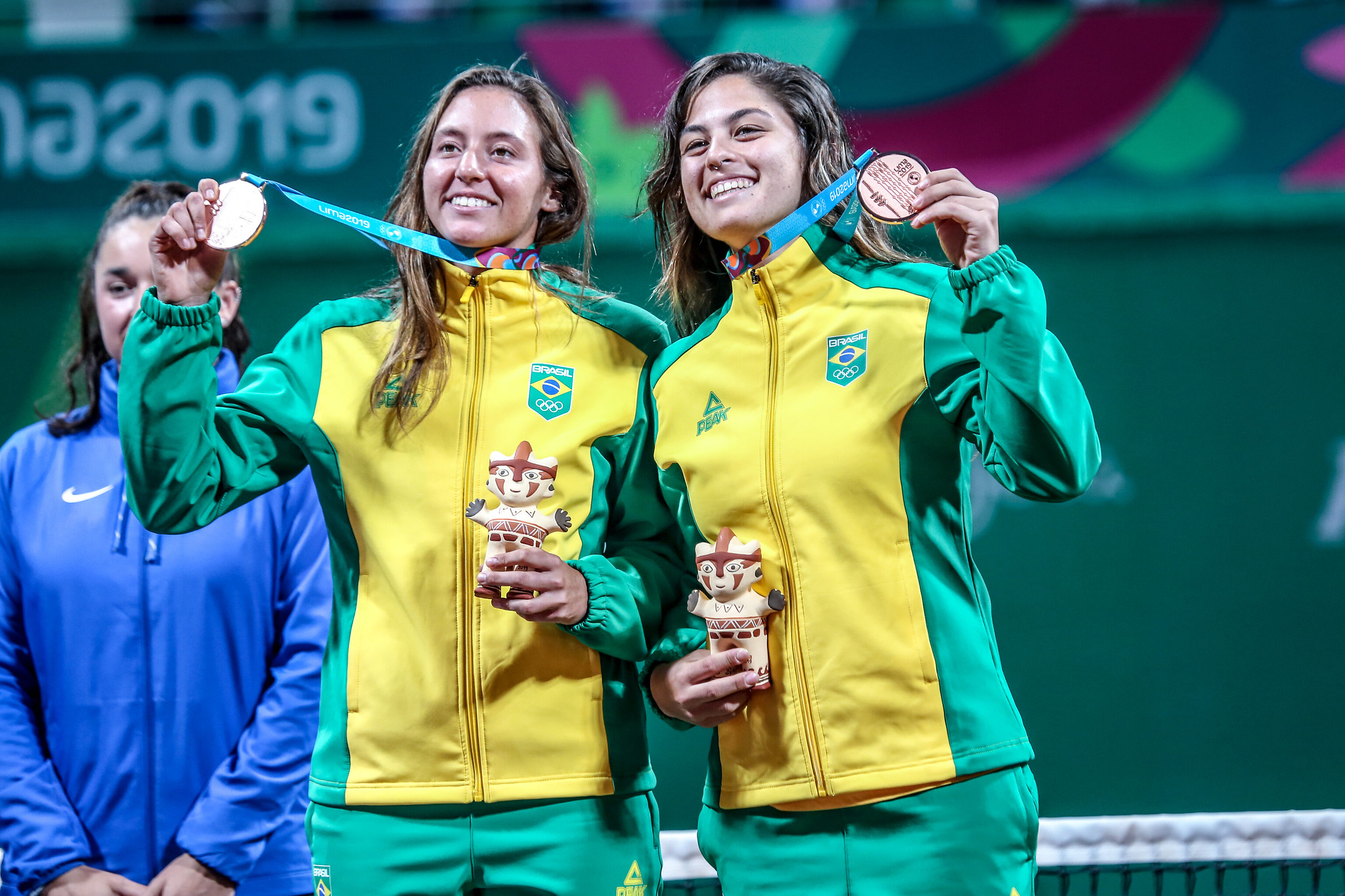
2019年泛美运动会网球比赛女子双打铜牌得主、巴西选手路易莎·斯特凡尼和卡罗琳娜·阿尔维斯。

| 项目              | 金牌   | 银牌     | 铜牌 |
| 1991年 哈瓦那     | 巴西   | 委内瑞拉 | 智利 |
| 1991年 哈瓦那     | 巴西   | 委内瑞拉 | 古巴 |
| 1995年 马德普拉塔 | 阿根廷 | 智利     | 巴西 |
| 1995年 马德普拉塔 | 阿根廷 | 智利     | 美国 |